# Правительство Острова Принца Эдуарда
Правительство Острова Принца Эдуарда — региональное правительство в канадской провинции Остров Принца Эдуарда. В конституционном акте 1867 года изложены его полномочия и структура. 
В широким пониманием термин "правительство" в канадском лексиконе подразумевают кабинет министров (официально Исполнительный совету), избираемому из Законодательного собрания, и неполитический персонал в каждом провинциальном департаменте или агентстве, то есть к государственной службе.
Законодательная власть на Острове Принца Эдуарда представлена однопалатной Генеральной ассамблеей, состоящей из вице-губернатора и Законодательного собрания, которое действует в рамках парламентской конституционной монархии вестминстерского типа. Политическая партия, которая получившее больгинство в своей единственной палате, Законодательном собрании, формирует правительство, а лидер партии становится премьер-министром провинции, главой правительства.

## Роль короны
Полномочия суверена, Карла III, короля Канады и короля по праву Острова Принца Эдуарда, осуществляет лейтенант-губернатор. Он назначается генерал-губернатором Канады по рекомендации премьер-министра Канады, по согласованию с премьер-министром Острова Принца Эдуарда.

## Министерства
- Министерство сельского хозяйства и земель
- Министерство экономического роста, туризма и культуры
- Министерство образования и непрерывного обучения
- Министерство окружающей среды, водных ресурсов и изменения климата
- Министерство финансов
- Министерство рыболовства и общин
- Министерство здравоохранения и благополучия
- Министерство юстиции и общественной безопасности
- Министерство социального развития и жилищного строительства
- Министерство транспорта, инфраструктуры и энергетики[1]

### Государственное управление
Книга Фрэнка МакКиннона «Правительство Острова Принца Эдуарда» (1951) предоставляет ранний обзор государственного управления в провинции, описывая его как уникальный пример местной демократии. В 1990-х годах государственная служба столкнулась с изменениями, связанными с бюджетными сокращениями и новыми подходами к управлению.
Современное государственное управление в Острове Принца Эдуарда имеет проблемы с небольшим размером государственной службы, так и провинции (как по численности населения, так и по площади). По состоянию на 31 марта 2022 года штат государственной службы провинции состоит примерно из 4343 государственных служащих, в то время как население провинции составляет около 170 000 человек (следовательно, около 3% жителей провинции работают в государственной службе провинции).
Остров Принца Эдуарда сталкивается с уникальными вызовами и возможностями в области государственного управления из-за своих малых размеров. Тесные связи между чиновниками, политиками и жителями затрудняют объективность в принятии решений, но также способствуют быстрому выявлению проблем и участию общественности, что может вести к инновациям. Администраторы отмечают необходимость новых инструментов для продвижения изменений, учитывая ограничения бюджета и ресурсов по сравнению с более крупными провинциями.
Провинциальная государственная администрация в Острове Принца Эдуарда контролируется несколькими механизмами подотчетности и офисами, включая Закон о гражданской службе, Комиссара по этике и добросовестности, а также Омбудсмена и Комиссара по раскрытию информации в общественных интересах. Существует также политика управления разнообразием, которая обеспечивает структуру и ресурсы для продвижения равенства и включения в государственную службу. 